# Thomas Frank (Journalist)

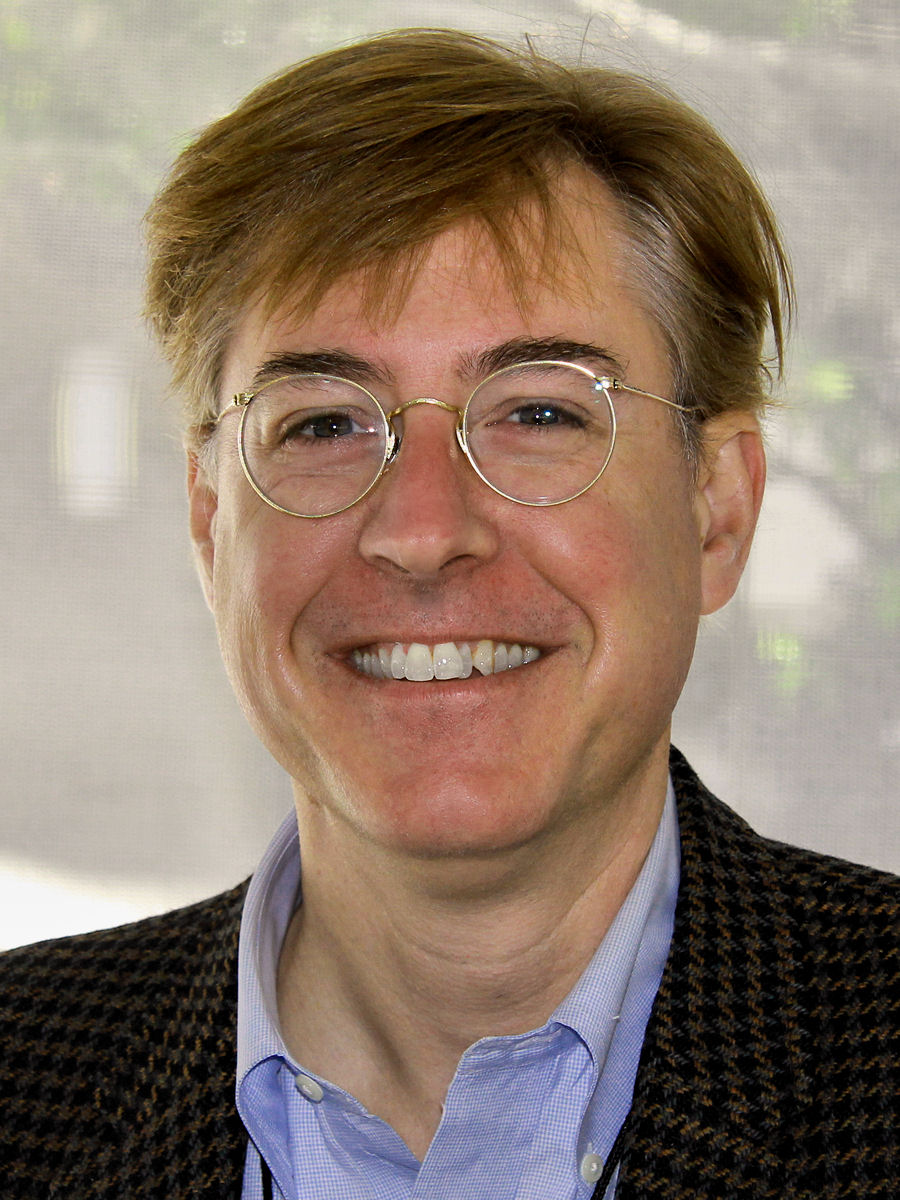
Thomas Frank (2012)

Thomas Carr Frank (* 21. März 1965 in Kansas City, Missouri) ist ein US-amerikanischer Politikberater, Historiker und Journalist. Er hat das Magazin The Baffler mitbegründet und herausgegeben sowie regelmäßige Kolumnen für das Wall Street Journal, Harper’s Magazine und The Guardian geschrieben.
Frank analysiert und kommentiert Trends der US-amerikanischen Wahlen, der Propaganda, der Werbung, der Pop-Kultur, des Mainstream-Journalismus und der Ökonomie. Seine Themen sind unter anderem die Diskurse und Einflüsse von Kulturkämpfen in der US-amerikanischen Politik und die Beziehung zwischen Politik und Kultur in den Vereinigten Staaten.
Ursprünglich war Frank in seiner Studienzeit ein Unterstützer der Republikanischen Partei. Inzwischen ist er ein heftiger Kritiker der Konservativen. Die These seines Buchs The Wrecking Crew: How Conservatives Rule, fasste er wie folgt zusammen:»Schlechtes Regieren ist die natürliche Folge davon, wenn die regieren, die meinen, dass Regierungen etwas Schlechtes sind.«

## Leben
Frank wuchs in Mission Hills, Kansas auf. Er machte seinen Schulabschluss an der Shawnee Mission East High School und schloss 1988, nachdem er in seinem ersten Studienjahr von der University of Kansas gewechselt war, an der University of Virginia mit einem Bachelor of Arts im Fach Geschichte ab. 1990 erlangte Frank den Master of Arts in Geschichte, 1994 an der University of Chicago seinen Doktortitel. Er lebt mit seiner Frau und seinen Kindern in Bethesda, Maryland.

## Werke (Auswahl)
- Thomas Frank: The Conquest of Cool: Business Culture, Counterculture, and the Rise of Hip Consumerism. University of Chicago Press, 1997.
- One Market Under God: Extreme Capitalism, Market Populism, and the End of Economic Democracy. 2000, ISBN 0-385-49503-X.
- New Consensus for Old: Cultural Studies from Left to Right. 2002, ISBN 0-9717575-4-2.
- Boob Jubilee: The Cultural Politics of the New Economy. 2003, ISBN 0-393-32430-3.
- What’s the Matter with Kansas? How Conservatives Won the Heart of America. Henry Holt and Co., 2004, ISBN 1-4299-0032-6.
  - dt: Was ist mit Kansas los? Wie die Konservativen das Herz von Amerika erobern. Aus dem Englischen von Friedrich Griese, Berlin Verlag, Berlin 2005, ISBN 3-8270-0608-2.
- What’s the Matter with America? The Resistible Rise of the American Right. 2006, ISBN 0-09-949293-8.
- The Wrecking Crew: How Conservatives Rule. Henry Holt and Co., 2008, ISBN 978-0-8050-7988-3.
- Pity the Billionaire: The Hard-Times Swindle and the Unlikely Comeback of the Right. 2011, ISBN 978-0-8050-9369-8.
  - dt: Arme Milliardäre! Der große Bluff oder wie die amerikanische Rechte aus der Krise Kapital schlägt. Aus dem Englischen von Thomas Wollermann, Kollektiv Druck-Reif. Antje Kunstmann, München 2012, ISBN 978-3-88897-782-4.
- Listen, Liberal: Or, What Ever Happened to the Party of the People? 2016, ISBN 978-1-62779-539-5.
- Rendezvous with Oblivion: Reports from a Sinking Society. 2018, ISBN 978-1-250-29366-4.
  - dt: Americanic. Berichte aus einer sinkenden Gesellschaft. Antje Kunstmann, München 2019, ISBN 978-3-95614-260-4.

## Filme
- The Trap. Auftritt von Frank in der BBC Doku.
- What’s the Matter with Kansas? Dokumentarfilm von 2009, der von Franks gleichnamigen Buch inspiriert ist.
- American Feud: A History of Conservatives and Liberals